# Lisa Holmström
Astrid Viola Elisabet (Lisa) Holmström, född 17 februari 1912 i Kumla, död 11 januari 1996 i Karlstad, var en svensk målare.
Holmström fick sin grundläggande konstnärsutbildning av Sven Rapp. Därefter studerade hon mural- och glasmålningsteknik vid Konsthögskolans vidareutbildningskurser. Separat ställde hon ut på bland annat Galleri Gripen i Karlstad och hon medverkade i Värmlands konstförenings Höstsalonger på Värmlands museum, Sörmlands konstnärer på Södertälje konsthall och vandringsutställningar i Värmland.
Lisa Holmström är representerad vid Värmlands museum, Värmlands läns landsting, Karlstads kommun och Statens Konstråd. Hon är begravd på Ruds kyrkogård i Karlstad.